# Chaetogonopteron chaeturum
Chaetogonopteron chaeturum är en tvåvingeart som beskrevs av Patrick Grootaert och Henk J.G. Meuffels 1999. Chaetogonopteron chaeturum ingår i släktet Chaetogonopteron och familjen styltflugor.
Artens utbredningsområde är Thailand. Inga underarter finns listade i Catalogue of Life.